# Azara-Kammratte
Die Azara-Kammratte (Ctenomys azarae) ist eine Art der Kammratten. Die Art kommt im zentralen Argentinien vor, wo sie in den Provinzen Mendoza, San Luis und La Pampa nachgewiesen ist.

## Merkmale
Die Azara-Kammratte erreicht eine Gesamtlänge von 15,8 Zentimetern und eine Schwanzlänge von 7,7 Zentimetern; Angaben für das Gewicht liegen nicht vor. Die Hinterfußlänge beträgt mit Klaue 35 Millimeter. Es handelt sich damit um eine vergleichsweise kleine Art der Gattung. Die Rückenfärbung ist einfarbig braun, die Bauchfärbung etwas heller sandfarben braun. Die Tiere weisen keine dunkleren Flecken im Rückenfell oder weißen Stellen im Bauchfell auf. Auf der Schnauze können sie teilweise etwas dunkler sein.
Der Schädel des Typus hat eine Länge von 42 Millimetern, die Breite beträgt im Bereich der Jochbögen 26 Millimeter und im Zwischenaugenbereich 8,6 Millimeter. Er entspricht in seiner Größe und Form dem der Mendoza-Kammratte (Ctenomys mendocinus), ist jedoch schmaler, etwas länger und nicht so stark abgeflacht. Die Nasenbeine sind kurz und schmal und die Paukenblasen sind etwas stärker geschwollen als die der Mendoza-Kammratte.
Der Karyotyp besteht aus einem doppelten Chromosomensatz von 2n = 46, 47 oder 48 Chromosomen (FN=68 bis 74). Die Spermien sind leicht asymmetrisch.

## Verbreitung
Das Verbreitungsgebiet der Azara-Kammratte ist auf das zentrale Argentinien begrenzt, wo sie als Endemit nur in den Provinzen Mendoza, San Luis und La Pampa nachgewiesen ist.

## Lebensweise
Über die Lebensweise der Azara-Kammratte liegen wie bei den meisten Arten der Kammratten nur sehr wenige Informationen vor. Sie lebt wie alle Kammratten weitgehend unterirdisch in Gangsystemen, die sie in sandigen Böden an Hängen oder in offenen Wäldern der Pampa und angrenzender Ökoregionen anlegt. Die Tiere ernähren sich vegetarisch von den verfügbaren Pflanzen, vor allem von oberirdischen Teilen von Gräsern und Laub. Sie sind Einzelgänger (solitär).

## Systematik
Die Azara-Kammratte wird als eigenständige Art innerhalb der Gattung der Kammratten (Ctenomys) eingeordnet, die aus etwa 70 Arten besteht. Die wissenschaftliche Erstbeschreibung der Art stammt von dem britischen Zoologen Oldfield Thomas aus dem Jahr 1903, der sie anhand eines ausgewachsenen männlichen Tieres aus der „Provinz Buenos Ayres in der zentralen Pampa, 780 Kilometer südwestlich der Hauptstadt“ in Argentinien beschrieb, was der Region General Acha im Departamento Utracán in der Provinz La Pampa entspricht. Die ursprüngliche Beschreibung gab als Fundort Sapucay in Paraguay an, Oldfield korrigierte dies jedoch noch im gleichen Jahr. Auf der Basis molekularbiologischer Daten wird die Art der mendocinus-Gruppe um die Mendoza-Kammratte (Ctenomys mendocinus) zugeordnet. Teilweise wurde die Azara-Kammratte gemeinsam mit der Porteous-Kammratte (Ctenomys porteousi) mit der Mendoza-Kammratte synonymisiert, weil sie identische G-Band-Muster der Chromosomen aufweisen und einen gemeinsamen Polymorphismus teilen.
Innerhalb der Art werden neben der Nominatform keine Unterarten unterschieden. Benannt wurde die Art nach Félix de Azara aufgrund seines Werks zu den Säugetieren Paraguays.

## Status, Bedrohung und Schutz
Die Azara-Kammratte wird von der International Union for Conservation of Nature and Natural Resources (IUCN) als bedroht („endangered“) eingeordnet. Begründet wird dies mit dem vergleichsweise kleinen nutzbaren Verbreitungsgebiet von etwa 104 km² sowie der Fragmentierung der Populationen innerhalb des Gebietes. Als Hauptbedrohung wird der Rückgang der verfügbaren Habitate durch den Ausbau der Landwirtschaft betrachtet.

## Belege
1. 1 2 3 4 5 6 7 8 9  Azara’s Tuco-tuco. In: T.R.O. Freitas: Family Ctenomyidae In: Don E. Wilson, T.E. Lacher, Jr., Russell A. Mittermeier (Herausgeber): Handbook of the Mammals of the World: Lagomorphs and Rodents 1. (HMW, Band 6) Lynx Edicions, Barcelona 2016, S. 532. ISBN 978-84-941892-3-4.
2. 1 2 3 4  Oldfield Thomas: New species of Oxymycterus, Thrichomys, and Ctenomys from S. America. The Annals and magazine of natural history; zoology, botany, and geology Vol. 11, series 7; S. 226–229. (Digitalisat)
3. 1 2 3  Ctenomys azarae. In: Don E. Wilson, DeeAnn M. Reeder (Hrsg.): Mammal Species of the World. A taxonomic and geographic Reference. 2 Bände. 3. Auflage. Johns Hopkins University Press, Baltimore MD 2005, ISBN 0-8018-8221-4.
4. 1 2  Ctenomys azarae in der Roten Liste gefährdeter Arten der IUCN 2019. Eingestellt von: C. J. Bidau, 2016. Abgerufen am 11. Mai 2020.